# قادر عبد الله
قادر عبد الله (إسمه الحقيقي حسين سجادي) (بالفارسية: حسین سجادی قائم‌ مقامی فراهانی) (مواليد آراك (إيران) في 12 ديسمبر 1954) هو كاتب إيراني-هولندي مهاجر بعد الثورة الإيرانية إلى هولندا سنة 1988م، إذ كان يساريا معارضا لحكم الملالي في إيران.
درس الفيزياء بجامعة طهران وتخرّج في عام 1977. خلال تلك الفترة انضم إلى حزب سياسي يساري عارض حكم الشاه محمد رضا بهلوي ولاحقًا آية الله. كتب في مجلة غير قانونية، وفي عام 1980 باسم مستعار قادر عبد الله نشر مجموعتين سريتين من القصص بعنوان «ماذا يريد الأكراد أن يقولوا؟».
إتخذ اسم قادر عبد الله تكريما لاثنين من أصدقائه وزملائه الطلاب أعضاء الحزب الذين أُعدِمو: الشاب قادر والشاب عبد الله. (أُعدم أحدهم في عهد الشاه والآخر تحت حكم الخميني.
بعد تخرّجه من جامعة طهران شغل منصب مدير مصنع التعبئة والتغليف واستمر في أنشطته السياسية التي أدّت اضطراره إلى الفرار من إيران عام 1985. وانتهى به الأمر في مركز لطالبي اللجوء في أبلدورن بهولندا في عام 1988.
تعلّم اللغة الهولندية بعد استقراره في هولندا وصار يكتب نصوصا إبداعية بلغتها حتى حصل على جائزة الأدب الهولندي للمبتدئين سنة 1993م عن رواية النسور وتتابع فوزه بألقاب عدة
من عام 1996 إلى عام 2011 كتب عبد الله عمودًا أسبوعيًا في صحيفة دي فولكس كرانت الهولندية تحت الاسم المستعار «ميرزا».

## من مؤلفاته
- دار المسجد (رواية) - مترجمة للعربية. (الاسم الاصلي Het huis van de moskee) سنة 2005.
- 1980 - Wat willen de Koerden zeggen? (verhalenbundel, Perzisch)
- 1993 - De adelaars (verhalen)
- 1995 - De meisjes en de partizanen (verhalen)
- 1997 - De reis van de lege flessen (roman)
- 1998 - Mirza (columns)
- 2000 - Spijkerschrift (roman met autobiografische achtergrond)
- 2001 - De koffer (Overijssels boekenweekgeschenk)
- 2001 - Een tuin in zee (columns)
- 2002 - Kélilé en Demné (hervertelling van Perzische verhalen, later heruitgegeven onder de titel De Koe)
- 2003 - Portretten en een oude droom (roman)
- 2003 - Karavaan (columns, 2003)
- 2005 - Het huis van de moskee (roman)
- 2008 - Een gouden handdruk voor Du Perron
- 2008 - De Koran en De boodschapper (resp. 'een vertaling' en 'een vertelling')
- 2009 - Dit mooie land (columns)
- 2011 - De Koning (roman)
- 2011 - De kraai (novelle, boekenweekgeschenk)
- 2012 - Zeesla en de lepels van Alice (verhalen)
- 2014 - Papegaai vloog over de IJssel (roman)
- 2016 - Salam Europa (roman)
- 2017 - ‘’Het Gordijn’’
- 2018 - ‘’Het pad van de gele slippers’’